# エドワード・スミス＝スタンリー (第13代ダービー伯爵)
第13代ダービー伯爵エドワード・スミス＝スタンリー（英語: Edward Smith-Stanley, 13th Earl of Derby, KG、1775年4月21日 - 1851年6月30日）は、イギリスの貴族、政治家。
爵位を持つ前の1832年までスタンリー卿（Lord Stanley）の儀礼称号を使用した。1832年にビッカースタッフのスタンリー男爵に叙され、1834年にダービー伯爵位を継承した。
イギリス首相を務めた第14代ダービー伯爵エドワード・スミス＝スタンリーは長男である。

## 経歴
1775年4月21日に第12代ダービー伯爵エドワード・スミス＝スタンリーの長男として生まれる。母は第6代ハミルトン公爵ジェイムズ・ダグラス＝ハミルトンの娘エリザベス嬢。
イートン校を経て、ケンブリッジ大学トリニティ・カレッジへ進学し、1795年にM.A.の学位を取得。
1796年の解散総選挙でスタンリー家の影響下にあるプレストン選挙区（2議席選出）からホイッグ党候補として出馬した。プレストン市当局の後援を受けるトーリー党候補ジョン・ホロックスを僅差で抑えて、同じホイッグのサー・ヘンリー・フィリップ・ホートンとともに当選を果たす。
しかしあまりに巨額の選挙資金がかかったため、これに懲りたスタンリー家は市当局と和解し、以降この選挙区においてはホイッグとトーリーで議席を分け合うことが取り決められた。そのため1802年の解散総選挙、1806年の解散総選挙ではスタンリー卿は無競争で当選することができた。1807年の解散総選挙ではスタンリー家と市当局の慣れ合いに憤慨した市民グループが独自候補を立てたが、連携するスタンリー卿と市当局の候補が勝利した。
1812年の解散総選挙では一族のトマス・スタンリーの地盤を引き継ぐ形でより格の高い州選挙区であるランカシャー選挙区に転じた。ここもホイッグとトーリーの慣れ合い選挙区であり、1832年までこの選挙区から無競争で当選を続けることができた。
貴族院における政府派（ホイッグ）を強化しようというグレイ伯爵内閣の方針により、1832年12月にビッカースタッフのスタンリー男爵に叙され、貴族院へ移籍した。1834年10月の父の死により第13代ダービー伯爵位を継承する。
鳥類研究者として著名で、1831年にはロンドン動物学会会長に就任、1851年まで務めた。ロンドン・リンネ協会では1807年にフェローに選出された後、1810年に協会の評議員会（Council）の成員になり、1816年に副会長の1人に就任、1828年から1834年まで会長を務めた。また1831年ランカシャー副提督、1834年にはランカシャー統監に就任した。
1851年6月30日に死去した。ダービー伯爵位は長男のエドワード（1844年に繰上勅書でビッカースタッフのスタンリー男爵位を継承し、すでに貴族院入りしていた）が継承した。

## 人物
1834年にダービー伯爵家を相続した後、ダービー伯爵家のノーズリー荘園に「エイヴィアリー」と呼ばれる鳥類と哺乳類の飼育場を建設した。ヴィクトリア女王はじめ同好の人々と動物の交換をするなどして動物の種類を増やしていった。彼によってはじめて紹介され、彼の名を冠されることになった動物も存在する（南アフリカ原産のスタンリー・クレーンなど）。シカなどの狩猟動物の繁殖を行ったり、異なる牛を交配させて牛肉の改善を図るなどもした。
彼は議員としての役割をないがしろにしたことはないが、政治的経歴はそれほど盛んにはならなかった。彼は息子のエドワード（第14代ダービー伯爵）の方が政治家向きと考えており、政治のことは息子に委ねていたという。

## 栄典

### 爵位
- 1832年12月22日、初代ビッカースタッフのスタンリー男爵（連合王国貴族爵位）[4]
- 1834年10月21日、第13代ダービー伯爵（1485年創設イングランド貴族爵位）[4]
- 1834年10月21日、第7代スタンリー準男爵（1627年創設イングランド準男爵位）[4]

### 勲章
- 1839年、ガーター勲章士（KG）[4][2]

## 家族
1798年にシャーロット・ホーンビー（教区牧師ジェフリー・ホーンビーの娘）と結婚し、彼女との間に3男4女を儲けた。
- エドワード・ジェフリー（1799年3月29日 – 1869年10月23日） - 第14代ダービー伯爵[13]
- シャーロット・エリザベス（1801年7月11日 – 1853年2月15日） - 1823年12月16日、エドワード・ペンリン（Edward Penrhyn、1795年 – 1861年3月6日）と結婚[13]
- ヘンリー・トマス（英語版）（1803年3月9日 – 1875年4月2日） - 1835年9月1日、アン・ウールハウス（Anne Woolhouse、リチャード・ウールハウスの娘）と結婚、子供あり[13]
- エミリー・ルーシー（1804年5月2日 – 1804年11月15日[13]）
- ルイーザ・エミリー（1805年6月1日 – 1825年12月11日） - 1825年4月18日、サミュエル・ロング（Samuel Long、1881年8月31日没）と結婚[13]
- イリナ・メアリー（Ellinor Mary、1807年5月3日 – 1887年9月11日） - 1835年6月11日、フランク・ジョージ・ホップウッド（Frank George Hopwood）と結婚[13]
- チャールズ・ジェームズ・フォックス（1808年4月25日 – 1884年10月13日） - 1836年12月10日、フランシス・オーガスタ・キャンベル（Frances Augusta Campbell、1878年5月29日没、サー・ヘンリー・フレデリック・キャンベル（英語版）の娘）と結婚、子供あり[13]